# 多毛西风芹
多毛西风芹（学名：Seseli delavayi）为伞形科西风芹属的植物，为中国的特有植物。分布于中国大陆的云南等地，生长于海拔1,700米至4,500米的地区，常生长在高山草坡，目前尚未由人工引种栽培。